# Sant Pau del Camp
De kerk of het klooster van Sant Pau del Camp (Catalaans voor "Heilige Paul van het platteland" of "van het veld") is de oudste kerk in de Spaanse stad Barcelona. Nu staat het klooster in de "barrio" (buurt) El Raval in het centrum van Barcelona, vroeger stond het buiten de stad. Deze landelijke ligging gaf de naam aan de kerk.
In de late 10e eeuw begon men met de bouw ter vervanging van een in 985 door moslims vernielde kerk.

## Afbeeldingen

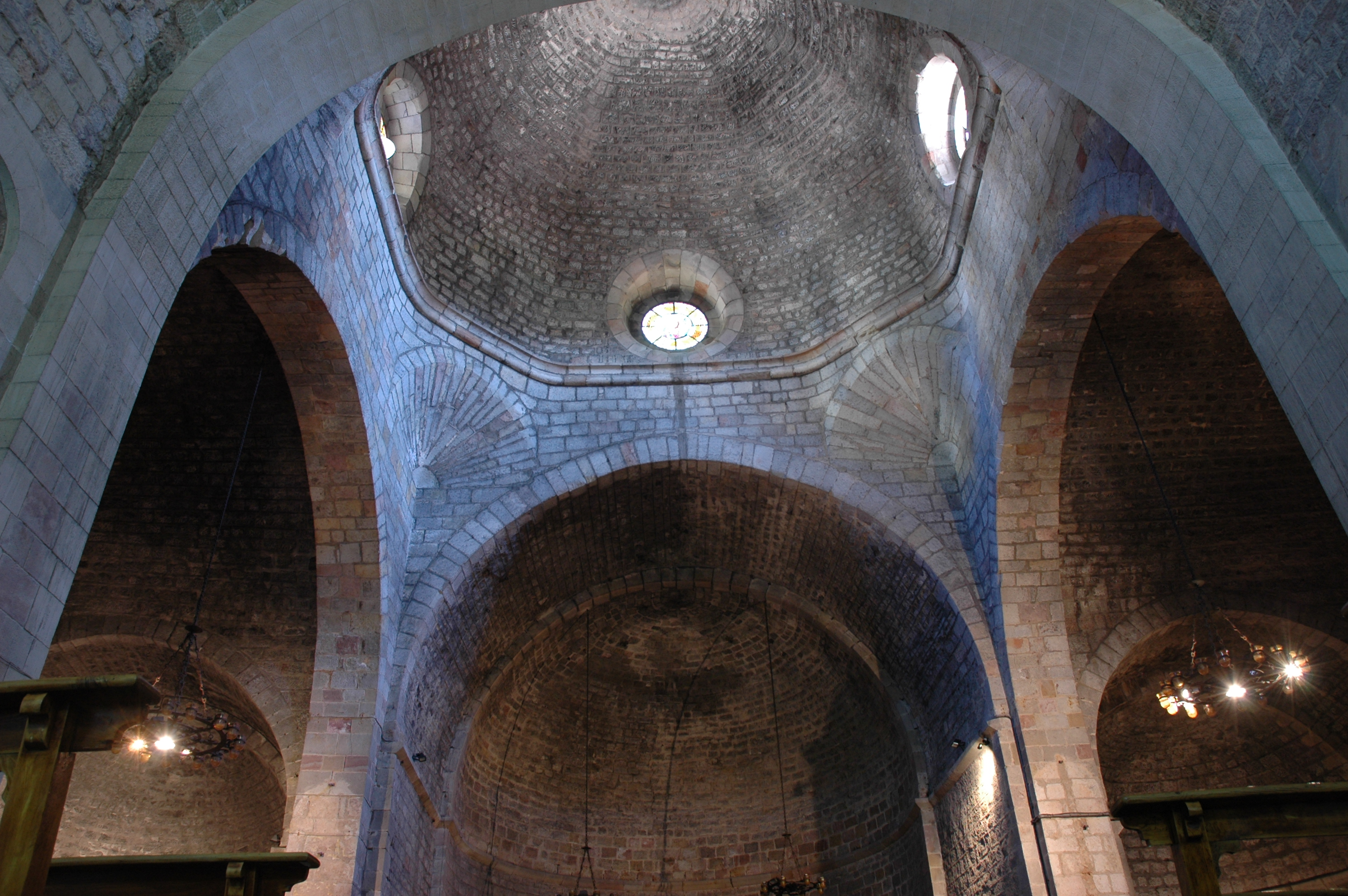
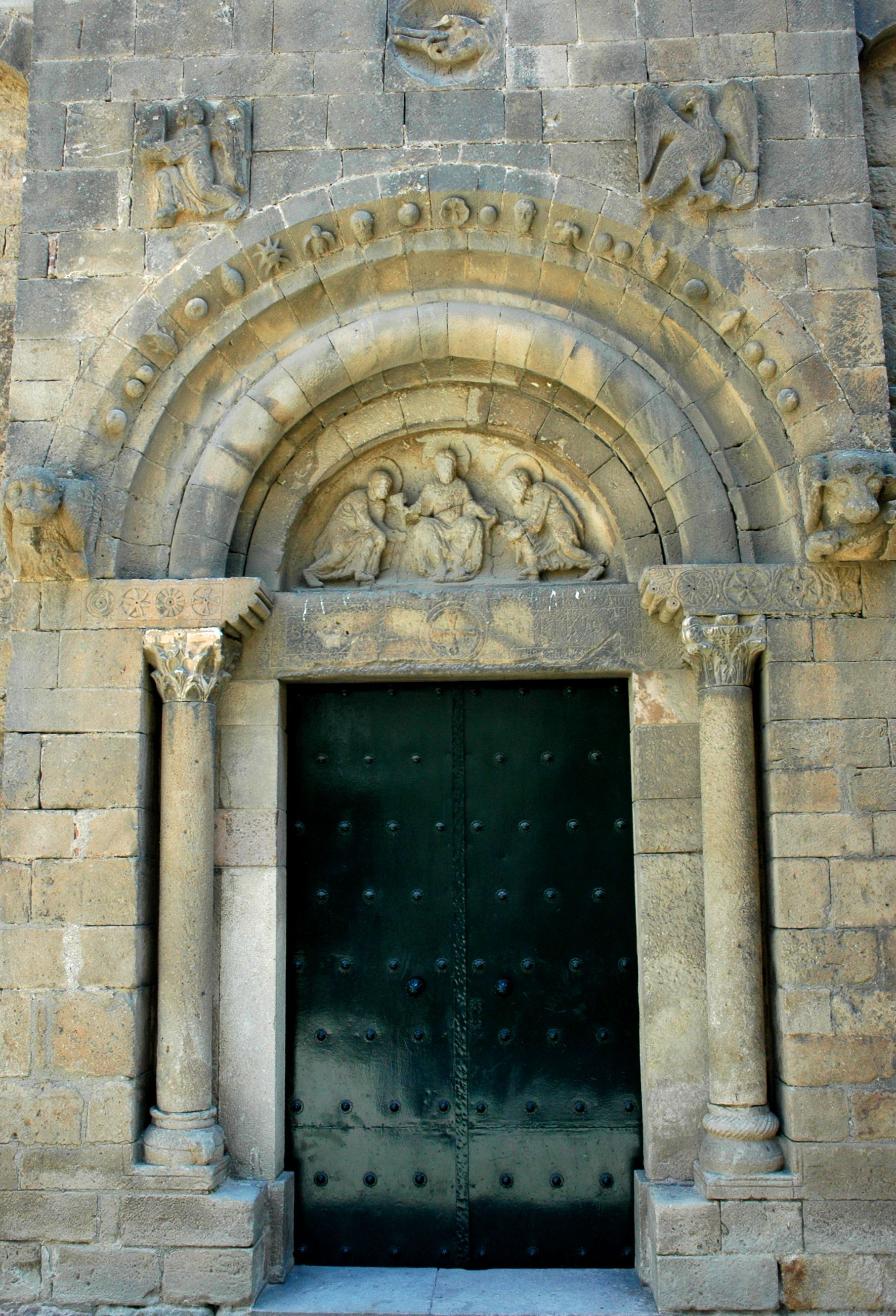
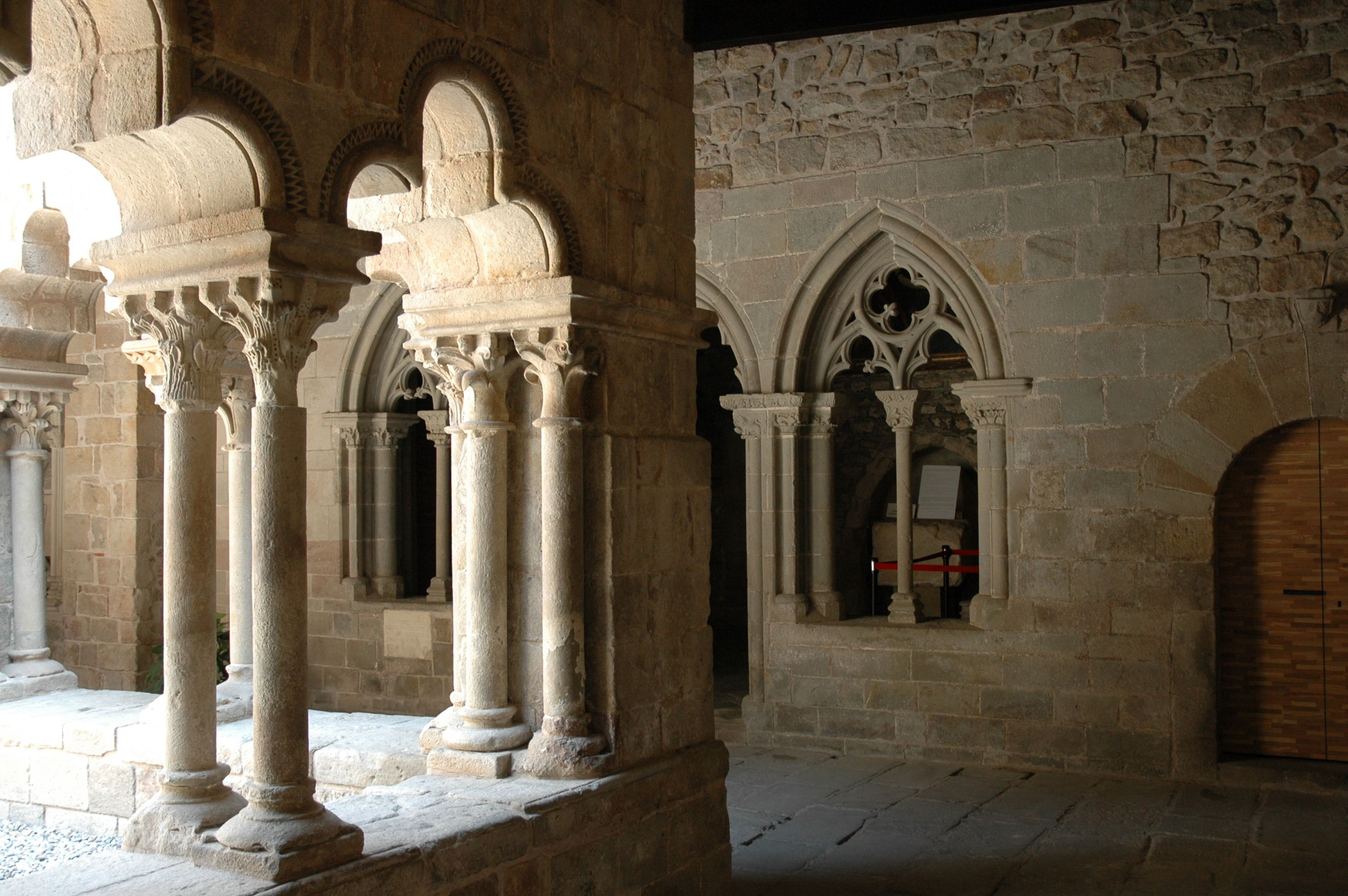
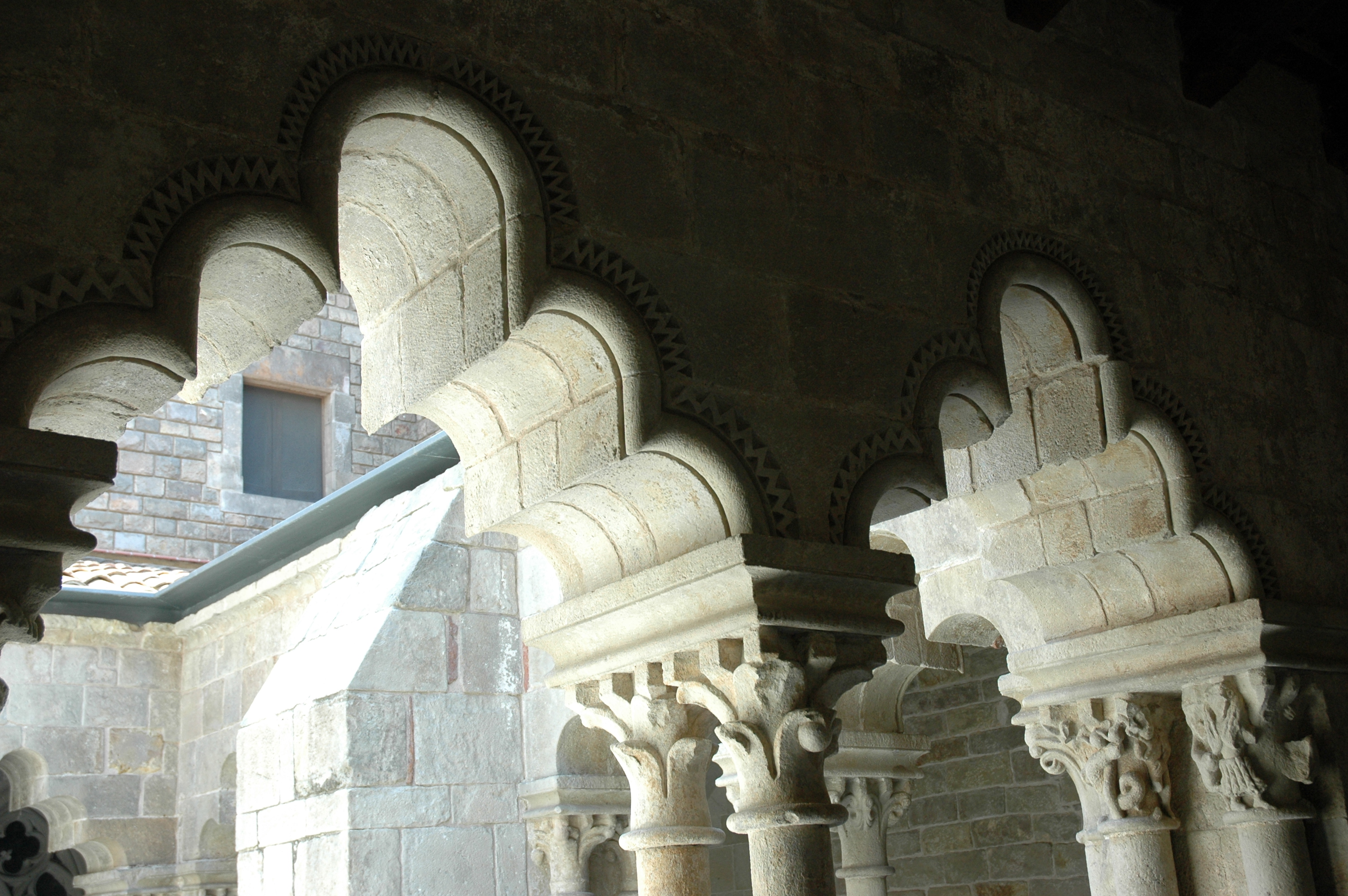
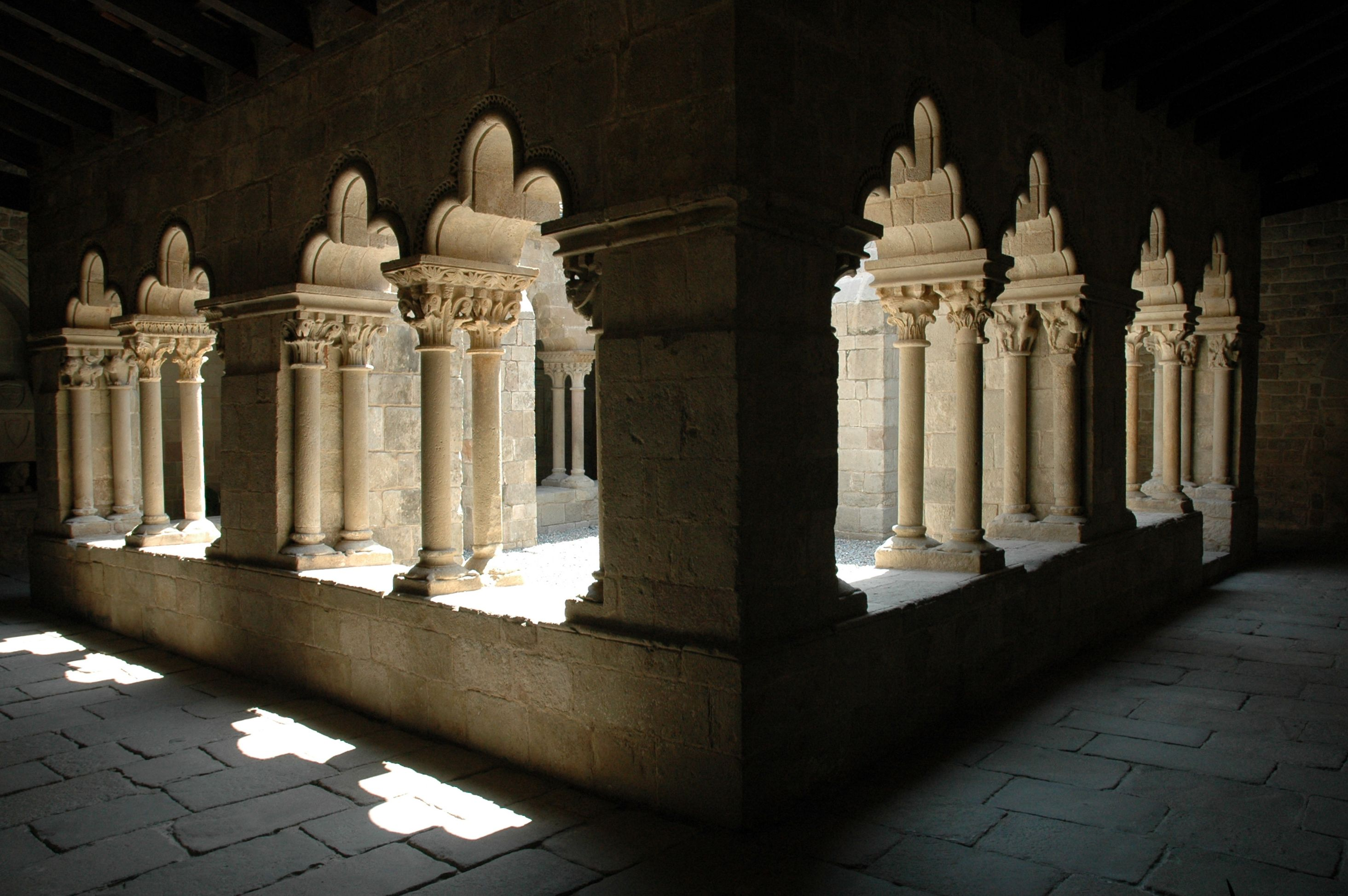
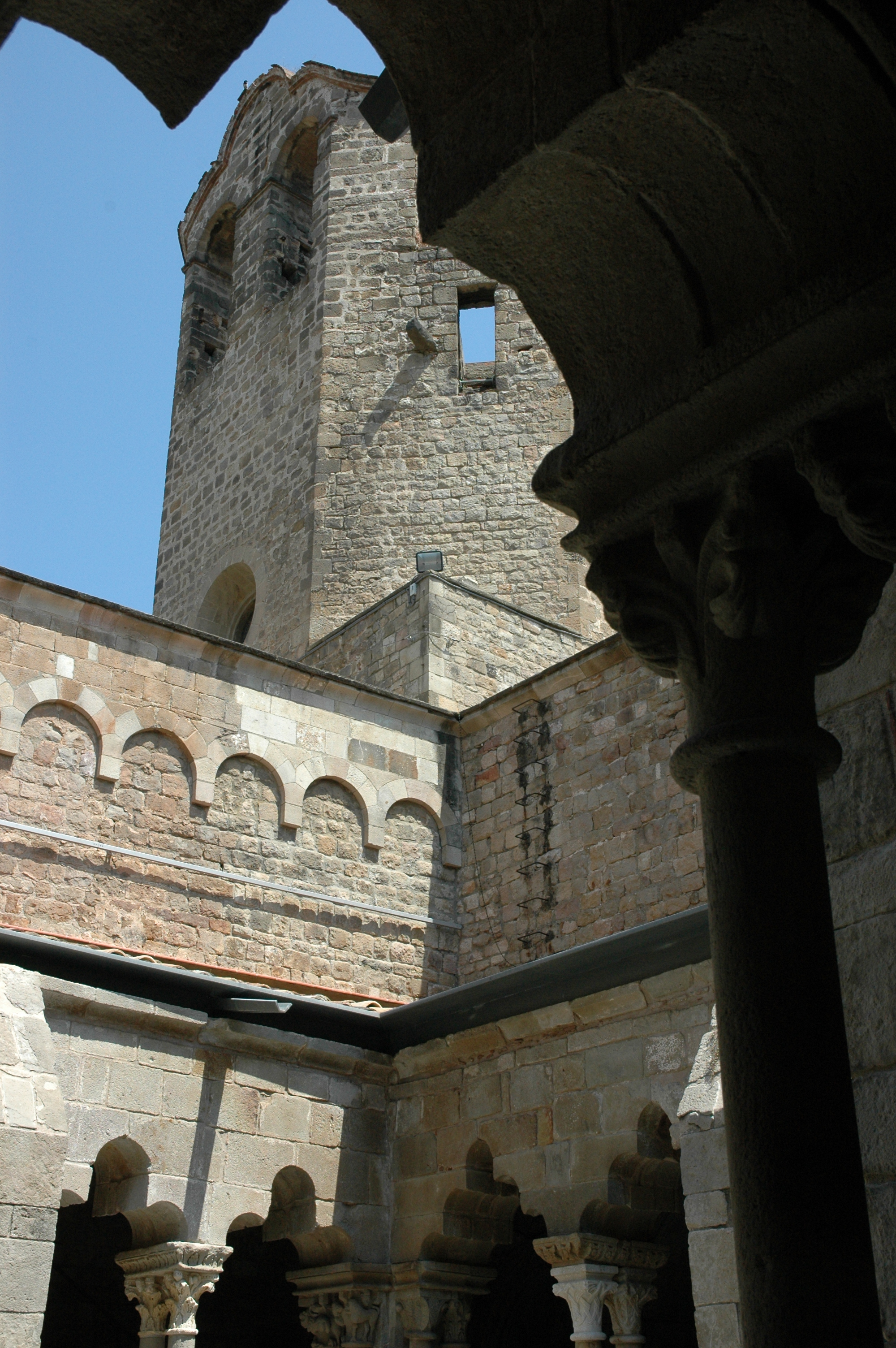